# Pyura stubenrauchi
Pyura stubenrauchi är en sjöpungsart som först beskrevs av Wilhelm Michaelsen 1900.  Pyura stubenrauchi ingår i släktet Pyura och familjen lädermantlade sjöpungar.
Artens utbredningsområde är Södra Ishavet. Inga underarter finns listade i Catalogue of Life.